# Francisco Romea
Pour les articles homonymes, voir Romea.
Francisco Romea Hernando, né le 3 février 1946 à Montón de Jiloca (province de Saragosse, Espagne), est un footballeur espagnol qui évoluait au poste de défenseur.

## Carrière
Après trois saisons en deuxième division avec le CF Badalona, Francisco Romea arrive au FC Barcelone lors de la saison 1969-1970. Il débute le 26 octobre 1969 au Stade Sánchez Pizjuán face au Séville FC (défaite 3 à 0).
Il ne reste qu'une seule saison au Barça, avec qui il joue 10 matchs de championnat. Il est transféré à l'Elche CF en 1970 où il reste jusqu'en 1974.